# Teinobasis argiocnemis
Teinobasis argiocnemis är en trollsländeart som beskrevs av Maurits Anne Lieftinck 1949. Teinobasis argiocnemis ingår i släktet Teinobasis och familjen dammflicksländor. IUCN kategoriserar arten globalt som otillräckligt studerad. Inga underarter finns listade i Catalogue of Life.